# Paolo Tessari
Paolo Tessari (Giussano, 15 de junio de 1973) es un expiloto de motociclismo italiano, que estuvo compitiendo en el Campeonato del Mundo de Motociclismo entre 1996 y 2000.

## Biografía
La carrera deportiva de Tessari empieza en 1991 con su debut en el Campeonato Italiano Sport Production 125. En 1994, cierra el campeonato en segunda posición por detrás de Valentino Rossi. En seguida pasa al más presitigoso campeonato Italiano de Velocidad consiguiendo una victoria en 1997, batido en la general tan solo por Marco Melandri.
En 1995 debuta a nivel internacional participando en el campeonato europeo de 125. acabando quinto en 1995 y duodécimo en 1996. En esos tres temporadas, consigue dos victorias y siete podios. En los mismos años también corrió algunas carreras en del Mundial. Su única temporada completa es la de 1996, cuando corre en la cilindrada de 125cc con una Honda del equipo Pileri. Durante los siguientes cuatro años, solo recopila algunas participaciones esporádicas, con wild card y solo consigue puntuar en la categoría reina en el Gran Premio de Alemania de 2000 con una Paton (casa con la que colaboró de 1998 a 2000).
A partir de 2002, reemprende su carrera con el Mundial de resistencia participando en las 200 millas de Imola con una Ducati del equipo Biassono Racing junto a Rocco Anaclerio. En 2003 participa en el Mundial de resistencia con Lorenzo Mauri. Llega séptimo en Imola y décimo en Vallelunga.
En 2004 se convierte en piloto del equipo X-One, equipo con el que corre hasta 2009 pilotando Benelli y Yamaha. Su mejor resultado al final de la temporada es el noveno puesto logrado en 2009 (junto a Ayrton Badovini y Willy Gruy) también gracias al segundo puesto en las 8 Horas de Oschersleben a solo cuatro vueltas de los ganadores.

## Resultados por temporada
| Año  | Clase  | Moto    | 1      | 2      | 3      | 4      | 5       | 6       | 7      | 8       | 9      | 10      | 11     | 12      | 13      | 14    | 15    | 16    | Pos. | Pts. |
| ---- | ------ | ------- | ------ | ------ | ------ | ------ | ------- | ------- | ------ | ------- | ------ | ------- | ------ | ------- | ------- | ----- | ----- | ----- | ---- | ---- |
| 1996 | 125 cc | Honda   | MAL 15 | INA 18 | JPN 13 | SPA -  | ITA Ret | FRA 16  | NED 17 | GER 20  | GBR 17 | AUT Ret | CZE 20 | IMO 17  | CAT -   | BRA - | AUS - |       | 4    | 28.º |
| 1997 | 125 cc | Honda   | MAL -  | JPN -  | SPA -  | ITA -  | AUT -   | FRA -   | NED -  | IMO Ret | GER -  | BRA -   | GBR -  | CZE -   | CAT -   | INA - | AUS - |       | 0    | -    |
| 1998 | 125 cc | Aprilia | JPN 19 | MAL 18 | SPA 18 | ITA 12 | FRA 15  | MAD -   | NED -  | GBR -   | GER -  | CZE -   | IMO -  | CAT -   | AUS -   | ARG - |       |       | 5    | 25.º |
| 1998 | 500 cc | Paton   | JPN -  | MAL -  | SPA -  | ITA -  | FRA -   | MAD -   | NED -  | GBR -   | GER -  | CZE -   | IMO -  | CAT Ret | AUS 16  | ARG - |       |       | 0    | -    |
| 1999 | 500 cc | Paton   | MAL -  | JPN -  | SPA -  | FRA -  | ITA Ret | CAT Ret | NED -  | GBR -   | GER -  | CZE -   | IMO -  | VAL -   | AUS -   | RSA - | BRA - | ARG - | -    | -    |
| 2000 | 500 cc | Paton   | RSA -  | MAL -  | JPN -  | SPA -  | FRA -   | ITA Ret | CAT -  | NED -   | GBR -  | GER 15  | CZE 17 | POR Ret | VAL Ret | BRA - | PAC - | AUS - | 1    | 30.º |